# 샹탈 고야
샹탈 고야(Chantal Goya, 1942년 6월 10일 ~ )는 프랑스의 가수, 배우이다. 장 뤽 고다르의 1966년 영화 《남성, 여성》의 메들린 짐머 역으로 유명하다.